# 4-dimethylaminofenylpentazol
4-dimethylaminofenylpentazol je nestálá a výbušná organická sloučenina obsahující pentazolový kruh, tvořený pěti atomy dusíku; v důsledku dodávání elektronů 4-dimethylaminovou skupinou na fenyl patří ke stálejším fenylpentazolům. Poločas rozkladu za pokojové teploty je několik hodin, za nízkých teplot je ale látka stabilnější. Poprvé byla tato sloučenina připravena, s několika dalšími substituovanými fenylpentazoly, v roce 1956.
Prozkoumána byla také řada dalších derivátů, kde byl ale výzkum omezen jejich nestabilitou.
Některé více substituované deriváty, například 2,6-dihydroxy-4-dimethylaminofenylpentazol, jsou stabilnější, ale připravují se obtížněji.
Výzkum se zaměřuje především na přípravu komplexů těchto pentazolů s přechodnými kovy, jelikož vazba na kov obecně stabilizuje pentazolový kruh.